# Feynman Lectures on Computation
Feynman Lectures on Computation és un llibre de Richard Feynman (1918 - 1988), producte dels deu darrers anys de la seva vida dedicats als fonaments de la computació.
El mateix Feynman escriu al pròleg que el llibre no està destinat només a estudiants i això li permet de tractar alguns temes pel sol fet que són interessants. El llibre és el resultat de les notes preses durant les classes que Feynman va donar a l'Institut Tecnològic de Califòrnia, conegut com a Caltech. Tot i que Feynman és l'autor principal, conté també contribucions de Marvin Minsky, Charles Bennett, i John Hopfield. L'obra va ser publicada pòstumament pels seus fills Michelle i Carl l'any 1996, vuit anys després de la seva mort i redactat pel catedràtic Toni Hey. Una reedició en va aparèixer l'any 2018.
El llibre aborda els fonaments de la computació, els límits imposats per les lleis físiques i les possibilitats de la computació quàntica. Segons el crític Daniel Gutierrez en una ressenya del 2014, el llibre que aleshores ja tenia més de 25 anys, no va perdre en actualitat «la major part del material és atemporal i presenta una visió general ‘feynmanesca’ de molts temes clàssics i alguns no tan clàssics en el camp de la informàtica».

## Estructura del llibre
L'obra està estructurada en set capítols:
1. Introduction to computers
2. Computer organization
3. The theory of computation
4. Coding and information theory
5. Reversible computation and the thermodynamics of computing
6. Quantum mechanical computers
7. Physical aspects of computation

### Capítol 1: Introducció als ordinadors
On, com el títol del capítol explicita, fa una introducció superficial als ordinadors. Una introducció preparatoria per el que es pot llegir en els següents capítols.

### Capítol 2: L’organització dels ordinadors
En aquest capítol aprofundeix en les bases, eines i processos que tenen lloc a la unitat central de processament (CPU) i fan que l’ordinar finalment faci o ens mostri allò que es vol.
Així doncs, s'expliquen les portes lògiques i les seves taules de veritat, la decodificació binària i com s'utilitza i es guarda aquesta informació en un ordinador.

### Capítol 3: La teoria de la computació
On es pot llegir informació sobre processos i lògica de computació, mitjançant els diagrames d’estat i els grafs. A més, apofundeix en la màquina de Turing i el seu univers i el problema de Halting. Conclou amb bases de càlcul numèrics útils per a la teoria computacional.

### Capítol 4: Teoria de codificació i informació
Es descriu com és la comunicació dins d’un ordinador i com es procura que sigui bona, per això s'explica la detecció i correcció d’errors amb elements com: el control de paritat, codi de Hamming, el teorema de Shannon, entre d'altres tècniques de codificació. A més, es dona informació dela teoria de la informació dins la màquina i com es guarda i comprimeix aquesta informació, per exemple, la tècnica del algorisme Huffman.

### Capítol 5: Computació reversible i termodinàmica de la computació
On és descriu la física de la informació i seguidament sobre la computació: l'energia de costos en contraposició de la velocitat, la computació reversible, amb una demostració en l’ordinador de la bola de billar; la computació termodinàmica i la computació quàntica.

### Capítol 6: Ordinadors mecànics i quàntics
Amb les bases de l’anterior capítol, en aquest, aborda la computació amb una màquina reversible, explora més a fons l’ordinador mecànic i quàntic i acaba amb les imperfeccions i irreversibilitat de la pèrdua de l'energia.

### Capítol 7: Aspectes físics de la computació
L’últim capítol del llibre es centra en els elements físics dins dels ordinadors: dispositius semiconductors i les pèrdues d’energia que aquests tenen, la construcció de circuits VLSI (circuits integrats a molt gran escala) i conclou amb algunes limitacions del disseny de màquines.